# Colchester (hrabstwo)
Colchester – historyczne hrabstwo (geographic county) kanadyjskiej prowincji Nowa Szkocja z ośrodkiem w Truro, powstałe w 1835, współcześnie jednostka podziału statystycznego (census division). Według spisu powszechnego z 2016 obszar hrabstwa to: 3628,12 km², a zamieszkiwało wówczas ten obszar 50 585 osób.
Hrabstwo, którego nazwa pochodzi od miasta Colchester w Wielkiej Brytanii, zostało wydzielone w 1835 z hrabstwa Halifax.
Według spisu powszechnego z 2011 obszar hrabstwa zamieszkiwało 50 968 mieszkańców; język angielski był językiem ojczystym dla 96,8%, francuski dla 1,1% mieszkańców.